# Бершауер Ростислав Володимирович
Ростислав Володимирович Бершауер (рос. Ростислав Владимирович Бершауэр; нар. 27 червня 1970, Омськ, РРСФР, СРСР) — радянський російський актор театру, кіно та телебачення.

## Життєпис
Ростислав Бершауер народився 27 червня 1970 року в місті Омськ. З дитинства займався класичною боротьбою, навчався у музичній школі по класу фортепіано. Його батько, Володимир Якович, за професією інженер-механік, німець за національністю, з поволзьких німців, мати Валентина Максимівна — технолог швейного виробництва. Після восьмого класу Ростислав вступив у авіаційний технікум на відділення робототехніки, згодом на механіко-технологічний факультет Омського політехнічного інституту, паралельно виступав у молодіжній студії естрадних мініатюр. 
У 1992 році поступив в школу-студію МХАТ на курс Лева Дурова, яку закінчив у 1996 році. 
Кінедебют Ростислава Бершауера відбувся у 2001 році, він зігравши епізодичну роль в мінісеріалі «Конференція маніяків»
Ростислав Бершауер є актором Театру на Покровці.

## Особисте життя
Ростислав Бершауер розлученний. У нього є донька Соня, яка живе разом з колишньою дружиною. 

## Фільмографія
| Рік       |   | Українська назва                        | Оригінальна назва                         | Роль                                                                       |
| --------- | - | --------------------------------------- | ----------------------------------------- | -------------------------------------------------------------------------- |
| 2019      | с | Толя-робот                              | Толя-робот                                | Валерій                                                                    |
| 2019      | с | Милодрама                               | Мылодрама                                 | Андрій Симонов, керівник каналу ТСВ                                        |
| 2018      | с | Поза грою-2                             | Вне игры-2                                | Філ, колишній професійний футболіст, скаут футбольної школи ФК «Локомотив» |
| 2019      | ф | Союз порятунку                          | Союз спасения                             | Лернер, жандарм                                                            |
| 2018      | с | Поза грою                               | Вне игры                                  | Філ, колишній професійний футболіст, скаут футбольної школи ФК «Локомотив» |
| 2018      | ф | Селфі                                   | Селфи                                     | Пірман, чоловік Лери                                                       |
| 2018      | ф | Тренер                                  | Тренер                                    | Семен Смолін, директор ФК «Метеор»                                         |
| 2017      | ф | Пурга                                   | Пурга                                     | Юрій Федотов, начальник відділу                                            |
| 2017      | с | Патент                                  | Патент                                    | епізодична роль                                                            |
| 2017      | с | Чарівник                                | Волшебник                                 | Ібрагімов                                                                  |
| 2017      | с | Втікач                                  | Беглец                                    | епізодична роль                                                            |
| 2017      | с | Безпека                                 | Безопасность                              | Микита Саприкін, капітан поліції                                           |
| 2016      | ф | Психи                                   | Психи                                     | Петрович, артдиректор клубу                                                |
| 2016      | ф | Вікінг                                  | Викинг                                    | Блуд, воєвода                                                              |
| 2015      | ф | А зорі тут тихі                         | А зори здесь тихие…                       | епізодична роль                                                            |
| 2014      | с | Одна скриня на двох                     | Один сундук на двоих                      | Голованченко                                                               |
| 2013      | ф | Жарти янгола                            | Шутки ангела                              | Антон Пчьолкін, хірур                                                      |
| 2013      | с | Троє в Комі                             | Трое в Коми                               | епізодична роль                                                            |
| 2013      | ф | Острови                                 | Острова                                   | Михайло Білецький, директор швейної фабрики                                |
| 2012—2013 | с | П'ята стража                            | Пятая стража                              | Віктор, колишній слідчий                                                   |
| 2012      | с | Снайпери: Кохання під прицілом          | Снайперы: Любовь под прицелом             | полковник Гутерер, комендант греблі                                        |
| 2012      | с | Гончаки-5                               | Гончие-5                                  | Костя Ликов                                                                |
| 2012      | ф | Ікона                                   | ????                                      | епізодична роль                                                            |
| 2011      | с | Знаки долі-3                            | Знаки судьбы-3                            | Євген Клімов, головна роль                                                 |
| 2010      | с | Невидимки                               | Невидимки                                 | Олег Муратов                                                               |
| 2010      | с | Знаки долі-2                            | Знаки судьбы-2                            | Євген Клімов, головна роль                                                 |
| 2010      | ф | БАгИ                                    | БАгИ                                      | рієлтор                                                                    |
| 2010      | с | Знаки долі                              | Знаки судьбы                              | Євген Клімов, головна роль                                                 |
| 2010      | с | Втеча                                   | Побег                                     | Юрій, чоловік Наталії Паніної                                              |
| 2009      | ф | Вітер                                   | Ветер                                     | головна роль                                                               |
| 2009      | с | Катя                                    | Катя                                      | епізодична роль                                                            |
| 2009      | ф | Переправа                               | Переправа                                 | епізодична роль                                                            |
| 2009      | с | Журов                                   | Журов                                     | Льоха                                                                      |
| 2008      | с | Не відрікаються кохаючи                 | Не отрекаются любя...                     | Ерік                                                                       |
| 2008      | с | Доросле життя дівчини Поліни Субботіної | Взрослая жизнь девчонки Полины Субботиной | Славко                                                                     |
| 2007      | с | Марш Турецького-4                       | Марш Турецкого                            | Жора                                                                       |
| 2007      | с | Диверсант. Кінець війни                 | Диверсант. Конец войны                    | Толя, моряк                                                                |
| 2007      | ф | Гастролер                               | Гастролер                                 | Діма                                                                       |
| 2007      | с | Бухта страху                            | Бухта страха                              | Ігор                                                                       |
| 2006      | ф | Флеш.ка                                 | Флэш.ка                                   | службовець АТС                                                             |
| 2006      | ф | Сволота                                 | Сволочи                                   | лікар                                                                      |
| 2005      | с | Доктор Живаго                           | Доктор Живаго                             | Василь (немає у титрах)                                                    |
| 2004      | с | Повний вперед!                          | Полный вперед!                            | Букаєв                                                                     |
| 2004      | ф | Вершник на ім'я Смерть                  | Всадник по имени Смерть                   | Федір                                                                      |
| 2003      | с | Російські амазонки-2                    | Русские амазонки-2                        | Данило                                                                     |
| 2001      | с | Медики                                  | Медики                                    | корреспондент                                                              |
| 2001      | с | Конференція маніяків                    | Конференция маньяков                      | епізодична роль                                                            |